# Fernand Chatelain (sculpteur)
Fernand Chatelain est un agriculteur de Fyé (Sarthe), né le 16 août 1899 à Piacé et mort le 28 août 1988 à Alençon, connu comme sculpteur amateur.

## Œuvres
Fernand Chatelain est un agriculteur qui a créé durant sa retraite, avec l'aide de son épouse Marie-Louise, un jardin "humoristique" d'art brut ou jardin anarchique, dans sa propriété de Fyé située au bord de la Route Nationale 138 (devenue D338), reliant Le Mans à Alençon, non loin de Bourg-le-Roi.
Le jardin est constitué de figures anthropomorphes et zoomorphes colorées (escargot géant, girafe, éléphants, chevaux, etc.).
Laissé à l'abandon après le décès de Fernand Châtelain en 1988, le jardin a fait l'objet d'une restauration à partir de 2003 et est maintenant ouvert au public,.

## Sur le web
« Le Jardin d'art brut de Fernand Chatelain », sur www.youtube.com